# Дюверней, Жан-Батист
Жа́н-Бати́ст Дюверне́й (фр. Jean-Baptiste Duverneuil), или Иоа́нн Бапти́ст Дюверне́й (лат. Ioannes Baptista Duverneuil), в монашестве Леона́рд (лат. Leonardus; 1737, Лимож, королевство Франция — 1 июля 1794 года, Рошфор, Первая французская республика) — священник Римско-католической церкви, член Ордена босых братьев Пресвятой Девы Марии с горы Кармил (O.C.D.), мученик.
Принял монашеский постриг в монастыре в Ангулеме. Во время Великой Французской революции отказался принести специальную присягу гражданскому устройству церкви, за что был арестован и приговорён к каторжным работам. Умер, не выдержав испытаний в ожидании депортации, на грузовом судне, ранее перевозившем рабов. Похоронен на острове Иль-Мадам в Шарантском архипелаге близ города Рошфор. В 1995 году римский папа Иоанн Павел II причислил его к лику блаженных.

## Биография
Жан-Баттист Дюверней родился в Лиможе около 1737 года. Принял монашеский постриг в Ордене босых братьев Пресвятой Девы Марии с горы Кармил в монастыре в Ангулеме. В монашестве принял новое имя Леонард. В том же монастыре был рукоположен в сан священника.
Во время Великой Французской революции отказался принести специальную присягу гражданскому устройству духовенства, став одним из «огнеупорных клириков», как называли не присягнувших епископов и священников. Он был арестован и приговорен к депортации и каторжным работам во французской Гвиане.
Из тюрьмы в Лиможе его перевезли в трюм грузового судна «Два приятеля», на котором ранее работорговцы перевозили рабов. Судно осталось в порту из-за блокады побережья флотом Великобритании. Приговорённые к депортации клирики находились в кубрике судна в тяжёлых условиях. В июне 1794 года среди заключенных началась эпидемия тифа. Они страдали от голода, холода и жестокого обращения. Не выдержав испытаний, Жан-Батист Дюверней умер 1 июля 1794 года. Его похоронили в братской могиле на острове Иль-Мадам.

## Почитание
Ежегодно с 1910 года в августе католики совершают паломничество на остров к месту захоронения клириков. 1 октября 1995 года римский папа Иоанн Павел II причислил Жана-Батиста Дювернея к лику блаженных, вместе с шестьюдесятью тремя другими священниками и монашествующими — мучениками времён Великой Французской революции.
Литургическая память ему совершается в Римско-католической церкви 1 июля, в день его смерти и 18 августа с двумя другими мучениками, похороненными на острове Иль-Мадам близ Рошфора из Ордена босых братьев Пресвятой Девы Марии с горы Кармил — Мишелем-Луи Брюларом и Жаком Ганьо.